# Бу Синь
Бу Синь (кит. упр. 卜鑫; 17 мая 1987, Таншань, провинция Хэбэй, КНР) — китайский футболист, полузащитник клуба Первой лиги Китая «Шицзячжуан Кунгфу».

## Карьера

### Клубная
Бу Синь начал профессиональную карьеру в 2006 году в команде «Ляонин Хувин», представляющую Суперлигу Китая по футболу. Дебютировал за «Ляонин» 10 мая 2008 года в матче против «Бэйцзин Гоань», выйдя на замену Юй Ханьчао на 60-й минуте.
В 2007 году на правах аренды выступал за команду «Ляонин Гуанъюань». В 2010 году перешёл в команду третьего дивизиона «Ляонин Нортист Тайгерс», за которую также выступал на правах аренды. 
В 2011 году был арендован командой третьего дивизиона «Харбин Итэн» до 31 декабря.
В марте 2012 года Бу перешёл в клуб «Харбин Итэн», с которым подписал полноценный контракт.